# سیلچیان
سیلچیان روستایی از توابع جماعت (شهرک) بلخابی ناحیه (شهرستان) مؤمن‌آباد است. از سیلچیان تا مرکز شهرک ۳ کیلومتر و تا مرکز ناحیه ۵۸ کیلومتر فاصله است. جمعیت آن ۱۱ نفر است. (۲۰۱۷)